# Vidzy
Vidzy (belarusiska: Відзы) är en köping i Belarus.   Den ligger i voblasten Vitsebsks voblast, i den norra delen av landet, 180 km norr om huvudstaden Mіnsk. Vidzy ligger 140 meter över havet och antalet invånare är 1 670.

## Natur
Terrängen runt Vidzy är mycket platt. Trakten är glest befolkad. Vidzy är det största samhället i trakten. 